# Bethany Beach
Bethany Beach è una città degli Stati Uniti, situata nella Contea di Sussex, nello Stato del Delaware. Secondo una stima del 2006, la popolazione era di 943 abitanti. Fa parte dell'area micropolitana di Seaford.

## Economia

### Turismo
Bethany Beach, come le città di Lewes, Rehoboth Beach, Dewey Beach, South Bethany, e Fenwick Island, appartiene alla regione turistica della Contea di Sussex, in rapido sviluppo economico e demografico.
Bethany Beach, South Bethany e Fenwick Island sono note con il nome di The Quiet Resorts ("Luoghi di villeggiatura tranquilli"). Questo in opposizione alla frenesia di località come Dewey Beach e di Rehoboth Beach. A confermare la fama di Bethany Beach di località tranquilla aiuta anche la presenza del Delaware Seashore State Park, subito a nord della città, con un litorale sabbioso che isola dal caos delle città vicine. Fra il parco e la città si estendono numerose proprietà e ville multimilionarie possedute da paersonaggi famosi. Nell'estate del 2008 vi hanno soggiornato personalità quali Denzel Washington, Luke Wilson e Owen Wilson.

## Geografia fisica

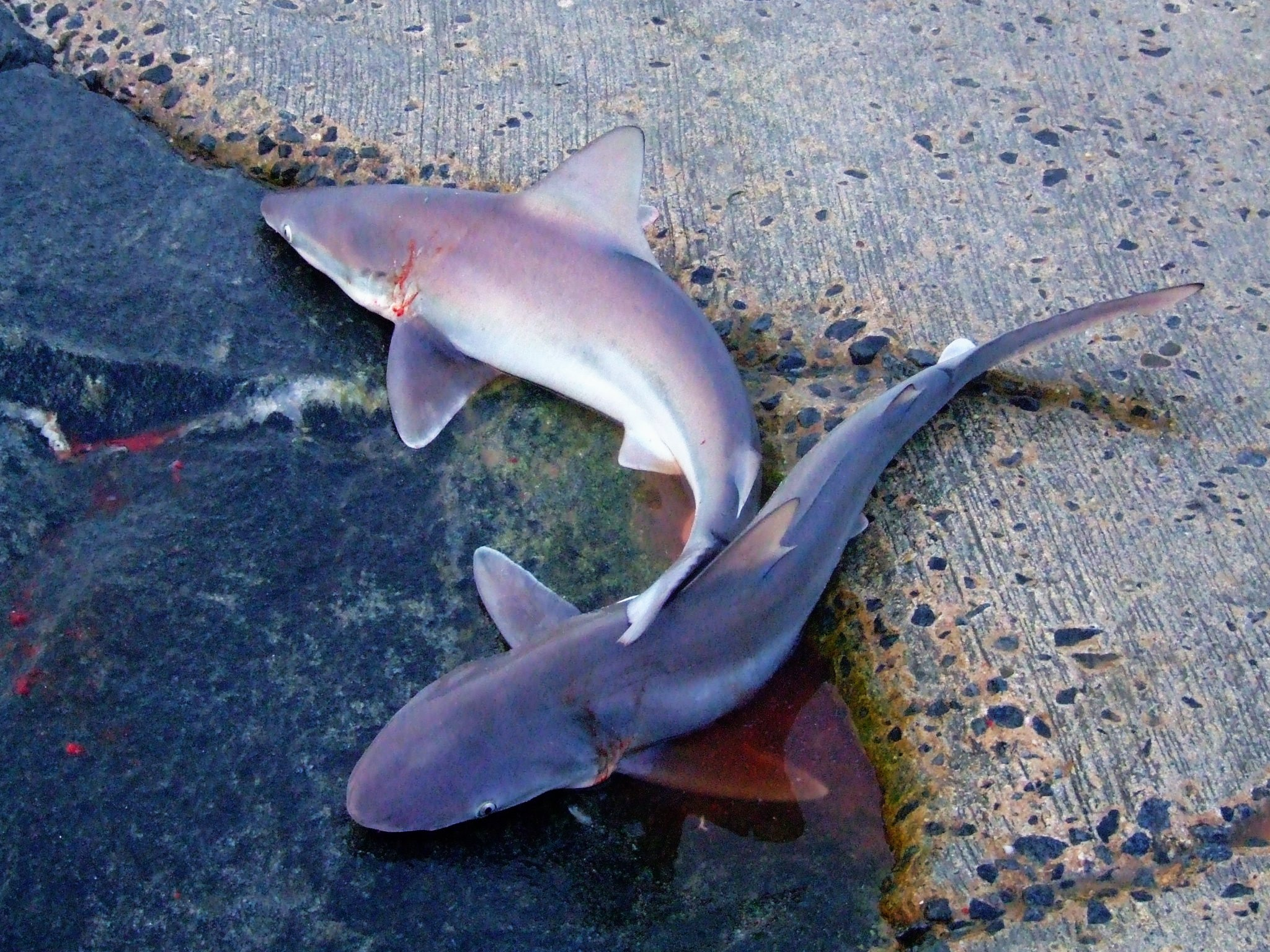
Bethany Beach ospita una fauna varia, compresi gli squali.

Secondo i rilevamenti dello United States Census Bureau, la città di Bethany Beach si estende su una superficie totale di 3,0 km², dei quali 2,9 km² sono occupati da terre, mentre 0,1 km² sono occupati dalle acque, e corrispondono all'1,71% dell'intera superficie.

## Popolazione
Secondo il censimento del 2000, a Bethany Beach vivevano 903 persone, ed erano presenti 281 gruppi familiari. La densità di popolazione era di 302 ab./km². Nel territorio comunale si trovavano 2.376 unità edificate. Per quanto riguarda la composizione etnica degli abitanti, il 97,90% era bianco, lo 0,78% era afroamericano, lo 0,11% era nativo, e lo 0,22% era asiatico. Il restante 1,00% della popolazione appartiene ad altre razze o a più di una. La popolazione di ogni razza proveniente dall'America Latina corrisponde al 1,33% degli abitanti.
Per quanto riguarda la suddivisione della popolazione in fasce d'età, il 10,3% era al di sotto dei 18, il 3,4% fra i 18 e i 24, il 31,5% fra i 25 e i 44, il 31,5% fra i 45 e i 64, mentre infine il 39,2% era al di sopra dei 65 anni di età. L'età media della popolazione era di 59 anni. Per ogni 100 donne residenti vivevano 89,3 maschi.

## Governo
- Sindaco: Carol Olmstead (Partito Indipendente del Delaware)